# Albert Samain
Pour les articles homonymes, voir Samain.
Albert Samain, né le 3 avril 1858 à Lille et mort le 18 août 1900 à Magny-les-Hameaux, est un poète symboliste français.

## Biographie
Fils de commerçants lillois — son père et sa mère tiennent un commerce de vins et spiritueux — Albert Samain naît en face de l'église Saint-Maurice, au 75 de la rue de Paris. Son père décède alors qu'il n'a que 14 ans et il doit interrompre ses études pour gagner sa vie. Il est d'abord coursier chez un agent de change, puis employé dans une maison de courtage en sucre. Vers 1880, il est envoyé à Paris, où il décide de rester. Après plusieurs emplois, il devient expéditionnaire à la préfecture de la Seine en 1883 et est bientôt rejoint par sa famille.
Depuis longtemps attiré par la poésie, il fréquente les cercles à la mode, tels que les Hirsutes et les Hydropathes, et commence à réciter ses poèmes aux soirées du Chat noir. Il participe à un cercle littéraire qui réunit quelques amis, dont Antony Mars, Alfred Vallette et Victor Forbin, dans une arrière-boutique de la rue Monsieur-le-Prince. En 1889, il participe à la création du Mercure de France, avec Alfred Vallette, Ernest Raynaud, Jules Renard, Édouard Dubus et Louis Dumur.
Au début des années 1890, fortement influencé par Baudelaire, il évolue vers une poésie plus élégiaque. En 1893, la publication du recueil Au jardin de l’infante lui vaut un succès immédiat après que François Coppée lui a consacré un article très élogieux dans Le Journal. La perfection de la forme, alliée à une veine mélancolique et recueillie, caractérise un art d'une extrême sensibilité. Il collabore notamment au Mercure de France et à la Revue des deux Mondes. L'édition augmentée du Jardin de l'Infante qui parait en 1897 obtient un énorme succès. Le volume sera réimprimé à des dizaines de milliers d'exemplaires sans discontinuer jusque dans les années 1930. Samain est alors l'un des poètes les plus estimés du moment et noue des amitiés littéraires et humaines avec ses pairs, aînés ou cadets : Georges Rodenbach, Charles Guérin, Francis Jammes, Pierre Louÿs, Henri de Régnier. Sa correspondance et ses carnets attestent de sa clairvoyance critique et de l'extrême subtilité de sa pensée comme de son expression.
Sa mère meurt en janvier 1899.
À partir de novembre 1899 la santé de Samain se détériore.
Au printemps l'Administration lui accorde un congé pour ce qui se révélera une phtisie. Il va alors à Lille chez sa sœur, puis il est accueilli par son ami Raymond Bonheur à Magny-les-Hameaux, dans la vallée de Chevreuse. C'est là qu'il meurt quelques mois plus tard, à quarante-deux ans. Mais il a eu le temps d'y écrire Polyphème, un drame lyrique pour lequel Raymond Bonheur compose des chœurs, souvent considéré comme son chef-d'œuvre, qui ne sera mis en scène que quatre ans après sa mort. Rapatrié à Lille, il est enterré le 21 août 1900 au cimetière de l'Est, emplacement O4/FO5-3.

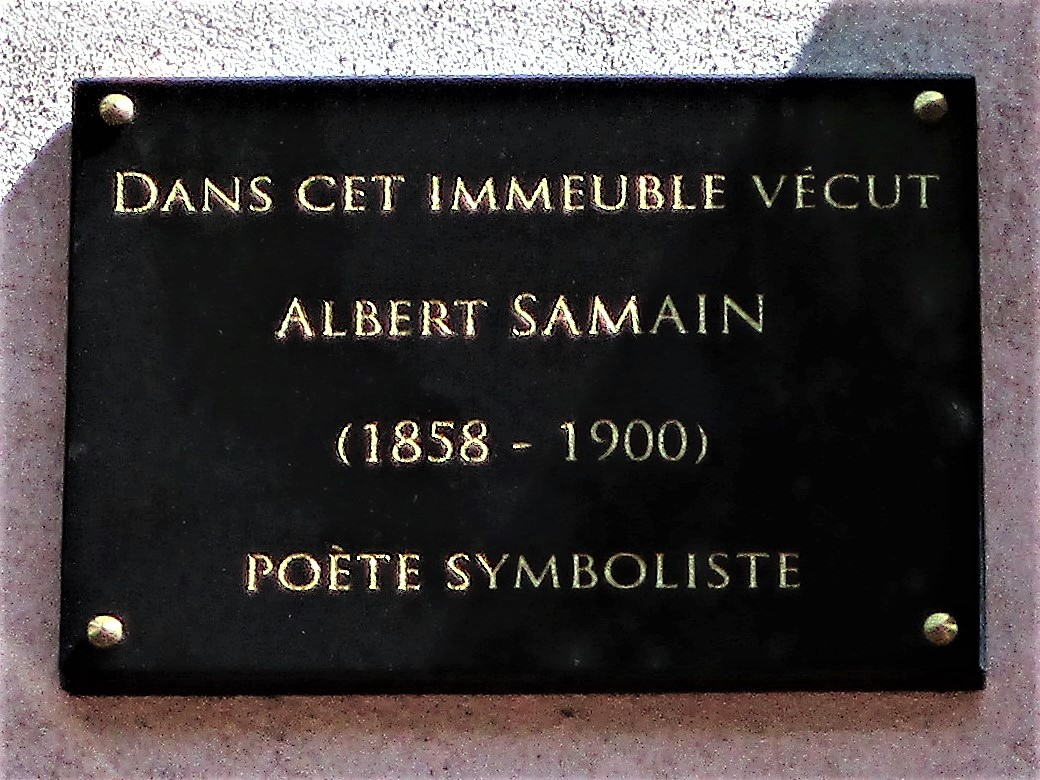
Plaque commémorative, 16, rue Saint-Martin (4e arrondissement de Paris), inaugurée en juin 2017.

Du point de vue des formes poétiques, une des originalités de Samain est l'utilisation du sonnet à quinze vers. Après sa mort, ses poésies sont réimprimées un nombre considérable de fois. De nombreux musiciens composent des mélodies sur ses textes, parmi lesquelles plusieurs chefs-d'œuvre, comme Ilda de Nadia Boulanger, Arpège de Gabriel Fauré, l'opéra Polyphème de Jean Cras ou La Maison du matin d'Adrien Rougier. Son œuvre a également inspiré le sculpteur Émile Joseph Nestor Carlier (1849-1927) qui réalise à partir de celle-ci La Danseuse au voile et Pannyre aux talons d'or, en 1914.

## Œuvres

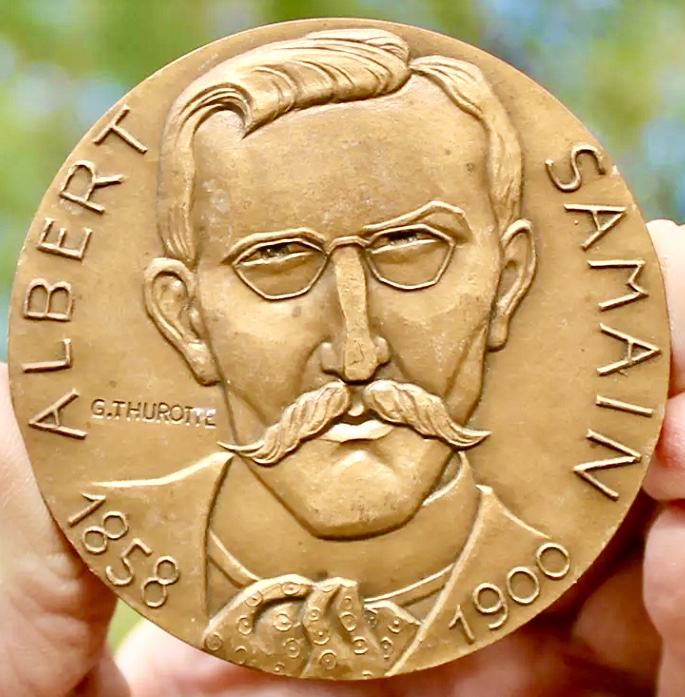

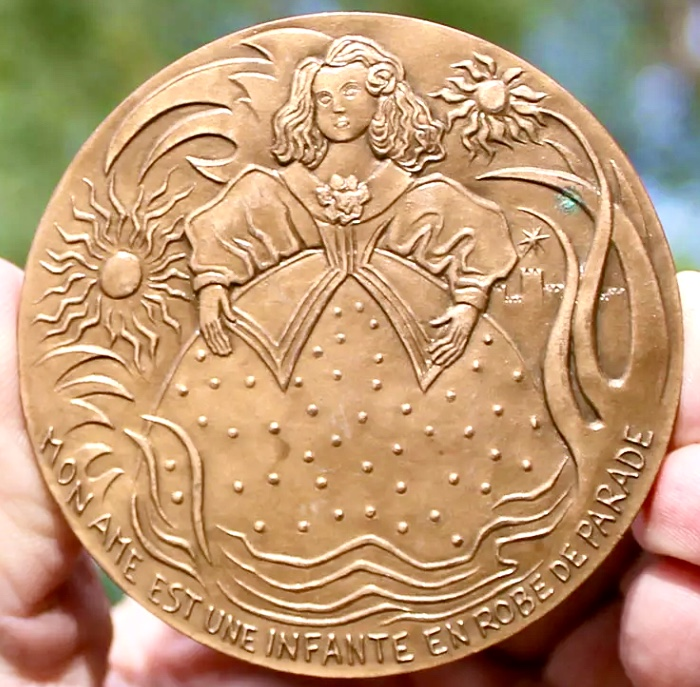

### Poésie

#### éditions originales et en partie originales (y compris posthumes)
- Au Jardin de l’Infante, Paris, Mercure de France, 1893. lire en ligne sur Gallica
- Au Jardin de l'Infante. Augmentée de plusieurs poèmes, Paris, Mercure de France, 1897.
- Aux flancs du vase, Paris, Mercure de France, 1898.
- Le Chariot d'or. Symphonie héroïque, Paris, Mercure de France, 1901.
- Contes. Xanthis. Divine Bontemps. Hyalis. Rovère et Angisèle, Paris, Mercure de France, 1902 (réédition illustrée par Louis-Édouard Fournier et Abel Jamas, imprimée à 160 exemplaires "aux frais du Docteur Goubert"). Texte en ligne
- Aux flancs du vase, suivi de Polyphème et de Poèmes inachevés, Paris, Mercure de France, 1902. lire en ligne sur Gallica

#### autres éditions
- Poème dans l'ouvrage collectif Le Monument de Marceline Desbordes-Valmore[7] (1896)
- Polyphème, comédie en 2 actes, Paris, Mercure de France, 1906; représentée pour la première fois au Théâtre de l'Œuvre le 10 mai 1904.
- Au Jardin de l'infante, édition illustrée par Carlos Schwabe, Paris, Le Livre contemporain, 1908.
- Hyalis, le petit faune aux yeux bleus (1909)
- Œuvres d'Albert Samain. I. Au jardin de l'infante. Augmenté de plusieurs poèmes (1924) Texte en ligne
- Œuvres d'Albert Samain. II. Le Chariot d'or ; Symphonie héroïque ; Aux flancs du vase  (1924) Texte en ligne
- Œuvres d'Albert Samain. III. Contes ; Polyphème ; Poèmes inachevés (1924) Texte en ligne
- Œuvres choisies. Préface de Francis Jammes. Portrait d'Albert Samain sur son lit de mort, par Eugène Carrière, deux autres portraits en phototypie. En appendice : Lettre de Stéphane Mallarmé reproduite en fac-similé. Poésies de Louis Le Cardonnel, Charles Guérin. Textes de Remy de Gourmont, Louis Denise, Adolphe Van Bever et Paul Léautaud. Bibliographie complète. Édition du manuscrit (1928)
- Poèmes pour la grande amie, introduction et notes par Jules Mouquet (1942)
- Œuvres poétiques complètes, édition de Christophe Carrère, Classiques Garnier, coll. « Bibliothèque du XIXe siècle », no 40, 2015.

### Correspondance et carnets
- Lettres inédites du poète Albert Samain, 1896-1900 (s.d.)
- Des lettres, 1887-1900. À François Coppée, Anatole France, Henri de Régnier, Charles Guérin, Paul Morisse, Georges Rodenbach, Odilon Redon, André Gide, Raymond Bonheur, Jules Renard, Paul Fort, Marcel Schwob, Pierre Louÿs, etc. (1933)
- Carnets intimes. Carnets I à VII. Notes. Sensations. Portraits littéraires. Notes diverses. Évolution de la poésie au XIXe siècle (1939)
- Lettres à Tante Jules. Introduction et notes par Jules Mouquet (1943)
- Une amitié lyrique : Albert Samain et Francis Jammes. Correspondance inédite. Introduction et notes par Jules Mouquet (1945)
- Œuvres en prose, Christophe Carrère (dir.), édition de Marc Béghin, Christophe Carrère et Bertrand Vibert, Classiques Garnier, coll. « Bibliothèque du XIXe siècle », no 76, 2020.
- Correspondance (1876-1900), édition de Christophe Carrère, Classiques Garnier, coll. « Correspondances et Mémoires », no 50, 2021. 2 vol.
- Lettres à sa soeur suivies de Lettres retrouvées,  édition de Christophe Carrère, introduction inédite de Jules Mouquet, Classiques Garnier, coll. « Bibliothèque du XIXe siècle », 2026.

## Prix
- Prix Archon-Despérouses 1898 de l'Académie française pour Au jardin de l’infante[9]

## Hommages

### Hommages
- Un monument, réalisé par Yvonne Mille-Serruys (épouse de Pierre Mille) et dédié à Albert Samain, est inaugurée le 4 octobre 1931 dans le jardin Vauban à Lille[10].
- Les textes des discours prononcés lors de l'inauguration du monument sont regroupés dans le recueil Florilège pour Albert Samain publié par Philippe Kah[11].

### Odonymie

#### Rues
- Rue Albert Samain, 03100 Montluçon
- Rue Albert Samain, 13200 Arles
- Rue Albert-Samain, 34070 Montpellier
- Rue Albert Samain, 46000 Cahors
- Rue Albert Samain, 59160 Lille
- Rue Albert Samain, 59240 Dunkerque
- Rue Albert Samain, 59242 Templeuve
- Rue Albert Samain, 59491 Villeneuve-d'Ascq
- Rue Albert Samain, 59554 Neuville-Saint-Rémy
- Rue Albert Samain, 66000 Perpignan
- Rue Albert Samain, 69330 Meyzieu
- Rue Albert Samain, 72100 Le Mans
- Rue Albert Samain, 74000 Annecy
- Rue Albert Samain, 75017 Paris
- Rue Albert Samain, 76620 Le Havre
- Rue Albert Samain, 78000 Versailles
- Rue Albert Samain, 84000 Avignon
- Rue Albert Samain, 87085 Limoges
- Rue Albert Samain, 92240 Malakoff

#### Établissements scolaires
- École primaire Samain-Trulin, 59000 Lille
- École maternelle publique Albert Samain, 59100 Roubaix
- École primaire Albert Samain, 28 place de la République 59130 Lambersart
- École primaire Albert Samain, 59240 Dunkerque
- École primaire Albert Samain, Rue Balzac 59790 Ronchin
- École primaire Albert Samain, 24 rue des écoles Jean Baudin 78114 Magny-les-Hameaux
- École élémentaire publique Albert Samain, 78180 Montigny-le-Bretonneux